# Contrastes
Contrastes is een compositie van Leonardo Balada. Het gaat daarbij om het 104e werk van de componist.
Balada schreef het werk voor een pianoconcours te Jaén. De componist lichtte toe dat het werk bestaat uit twee contrasterende figuren: de melodische lijn (cantando), die vanaf het begin te horen is en virtuositeit, die in maat 2 te horen is. Deze twee stromingen wisselen elkaar gedurende het stuk af. Hij had het werk af in januari 2004, maar het werd voor het eerst uitgevoerd in 2005 tijdens het concours. Het was daarbij het verplichte werk. Het werk staat vol met tempo- en maatwisselingen. Daarbij schuwde de componist niet afwijkende maatsoorten voort te schrijven zoals achtkwartsmaat (8/4), zeszestiendemaat (6/16) en tienkwartsmaat (10/4). Bijna het gehele stuk moet bovendien het sostenutopedaal gebruikt worden. Het slotakkoord is een clusterakkoord, waarbij de tien vingers onvoldoende zijn; het moet met de handpalmen gespeeld worden (palma manos).  